# 圖利欽區
圖利欽區（烏克蘭語：Тульчинський район），是烏克蘭西南部文尼察州的一個區，行政中心設於圖利欽，面积为3,858.4平方公里，人口数量为152,281人（2021年估计）。

## 历史
2020年7月18日作为乌克兰行政区划改革的一部分，文尼察州的区份数量减至6个，图利钦区的面积显著增加。改革前图利钦区的面积为1,120平方公里，2020年人口数量为53,426人。

## 行政区划
图利钦区下分为9个市镇：
- 布拉茨拉夫市鎮（烏克蘭語：Брацлавська селищна громада）
- 瓦普尼亞爾卡市鎮（烏克蘭語：Вапнярська селищна громада）
- 霍羅德基夫卡市鎮（烏克蘭語：Городківська сільська громада）
- 克雷若皮爾市鎮（烏克蘭語：Крижопільська селищна громада）
- 皮先卡市鎮（烏克蘭語：Піщанська селищна громада）
- 斯图代纳市镇（烏克蘭語：Студенянська сільська громада）
- 托馬什皮爾市鎮（烏克蘭語：Томашпільська селищна громада）
- 圖利欽市鎮（烏克蘭語：Тульчинська міська громада）
- 什皮基夫市鎮（烏克蘭語：Шпиківська селищна громада）